# 趙秉昌
趙 秉昌（チョ・ビョンチャン、朝: 조병창、1810年 - 1883年）は、李氏朝鮮の政治家。本貫は豊壌趙氏。初名は趙 然昌（조연창 、チョ・ヨンチャン）。

## 人物
1835年に科挙の文科に及第し、1859年に正二品に昇進、刑曹判書、京畿道や咸鏡道の観察使、礼曹・吏曹の各判書を経て、議政府有司堂上を歴任した。吏曹判書に在任中は、賜額書院47か所以外の書院を撤廃した。1876年に日朝修好条規の調印に反対し、全羅道楸子島に配流された。1879年に赦免され、1882年大院君政権下で議政府左賛成に任命されたが固辞し、1883年、壬午軍乱において陰謀を企てた廉によって処刑された。
朋党政治においては少論派に属した。